# L'últim tret
L'últim tret (o en valencià, L'últim tir; originalment en anglès, First Kill) és una pel·lícula de thriller d'acció estatunidenca del 2017 dirigida per Steven C. Miller i escrita per Nick Gordon. La pel·lícula és protagonitzada per Hayden Christensen i Bruce Willis. El rodatge principal de la pel·lícula va començar l'agost de 2016 a Granville (Ohio). S'ha doblat en català; es va emetre per primer cop el 23 de gener de 2022 a TV3 i en versió en valencià, el 16 de juliol a À Punt.

## Repartiment
- Hayden Christensen com a William "Will" Beeman
- Bruce Willis com el cap de policia Marvin Howell
- Ty Shelton com a Danny Beeman
- Gethin Anthony com a Levi Barrett
- Megan Leonard com a Laura Beeman
- Tyler Jon Olson[4] com a l'oficial Tom Davies
- Jesse Pruett[4] com a l'oficial Lewis
- Shea Buckner com a Charlie Stechel
- William DeMeo com a Richie Stechel
- Magi Avila com Adele Fantion
- Chris R Moss com a l'oficial Cox
- Chelsea Mee com a Tammy
- Deb G. Girdler com a la tia Dottie
- Christine Dye com a Mabel Fantion